# Stine Bodholt Nielsen
Stine Bodholt Nielsen, née le 8 novembre 1989 à Åbenrå, est une handballeuse internationale danoise qui évolue au poste de pivot. 

## Biographie
Elle joue pour le club danois de Viborg HK de 2016 à 2019. À l'été 2019, elle rejoint pour deux saisons le Nantes Atlantique Handball.

## Palmarès

### En club
compétitions nationales
- championne du Danemark en 2008 (avec Viborg HK) et 2016 (avec Team Esbjerg)

### En sélection
championnats du monde
- 6e place du championnat du monde 2015
- 6e place du championnat du monde 2017

championnats d'Europe
- 4e place du championnat d'Europe 2016
- 8e place du championnat d'Europe 2018